# Болдины горы (курганный могильник)
Болдины горы — курганный могильник и памятник археологии национального значения в городе Чернигове. Площадь — 4,01 га. Входит в комплекс археологических памятников Некрополь древнего города Чернигова № 2/3-Чр.

## История
Постановлением Кабинета министров Украины от 03.09.2009 № 928 «Про занесение объектов культурного наследия национального значения в Государственный реестр недвижимых памятников Украины» («Про занесення об'єктів культурної спадщини національного значення до Державного реєстру нерухомих пам'яток України») присвоен статус памятник археологии национального значения с охранным № 250002-Н под названием курганный могильник «Болдины горы».

## Описание
Курганный могильник (Болдиногорская или Троицкая группа) расположен в юго-западной части города, на мысовидном выступе правобережной террасы реки Десна, ограниченном с севера оврагом (яром), по которому проходит Межевая улица, в урочище Болдиные Горы (холм Славы) — по улице Александра Довженко (Толстого). Высота над уровнем поймы до 29 м (от подножия до 25 м).
Могильник является одним из крупнейших курганных кладбищ древнего Чернигова (IX-XI вв.), где сохранилось 230 компактнорасположенных насыпей высотой 0,5-3 м и диаметром 5-12 м. По плану Д. Я. Самоквасова 1872 года курганы размещались по всей территории мыса на площади около 7 га, с обеих сторон улицы Толстого, северо-западнее и западнее Троицкого монастыря, и в его садах. У оврага, окружавшего могильник с севера (Второй Холодный овраг — современная Межева улица), исследователь фиксировал следы распаханных насыпей из светлого грунта на фоне темной вспашки.
На сегодняшний день курганы сохранились только южнее улицы Александра Довженко (Толстого), которая была проложена в XIX веке, и разрезала мыс на южную и северную части. Они расположены между улицей и краем террасы и занимают площадь 4,01 га.
Исследования курганной группы проводились Д. Я. Самоквасовым (1872–1873, 1878, 1908 – раскопано 117 насыпей), С. С. Ширинским (1965 – раскопана 1 насыпь), описанные А. А. Попком (1948).
Крупнейшие курганы Гульбище и Безымянный занимают восточную стрелку мыса; были раскопаны в 1872 году Д .Я. Самоквасовым.
Большинство малых курганов (высота до 1,7 м, диаметр до 10 м) содержит трупоположение в подкурганных ямах. Почти у всех есть остатки деревянных гробов. В одном из них обнаружено парное телоположение, в двух – захоронение в срубных гробницах. Найдены детали одежды (лировидные пряжки, пуговицы), украшения (височные кольца, кольца, перстни, серьги, лунницы, бусы), ножи, золотая монета английского короля Этельреда II (994 – 1000) и другие. Не исключено, что курганный могильник на Болдиных Горах продолжал существовать после крещения Руси и основания на южных склонах и в глубине террасы пещерного монастыря и Ильинской церкви. Об этом могут свидетельствовать отсутствие трупосожжений, языческих пищеводок, парных захоронений с насильственной смертью женщины, захоронения в ямах под небольшими курганными насыпями, западная ориентация и почти полное отсутствие погребального инвентаря (82% захоронений без инвентаря). По материалам исследований курганный могильник датируется IX–XI вв.